# Abralia marisarabica
Abralia marisarabica е вид главоного от семейство Enoploteuthidae.

## Разпространение
Видът е разпространен в Пакистан.